# Mokuami Kawatake
Mokuami Kawatake (jap. 河竹 黙阿弥 Kawatake Mokuami; ur. 1816, zm. 1893) – japoński dramatopisarz i aktor, uważany za ostatniego wielkiego twórcę teatru kabuki.

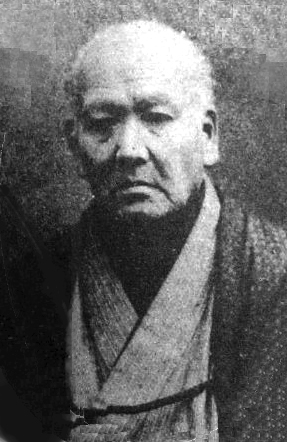
Mokuami Kawatake

Pochodził z Edo, naprawdę nazywał się Yoshisaburō Yoshimura (吉村 芳三郎 Yoshimura Yoshisaburō). W młodości występował z grupą teatralną Ichimura-za, następnie od 1841 roku związał się z tokijskim teatrem Kawarazaki-za. Napisał ponad 360 sztuk, zarówno o poważnym, jak i komicznym charakterze. Największą sławę przyniosły mu utwory o nazwie shiranami-mono, których bohaterami byli złodzieje, mordercy, oszuści, zbójcy i przebiegłe, okrutne kobiety. Tworzył także sztuki zangiri-mono z postaciami żołnierzy ubranych w mundury w zachodnim stylu i krótko ostrzyżonych włosach (po ścięciu charakterystycznego węzła chonmage na szczycie głowy) oraz z rolami onnagata również w strojach zachodnich. Dramaty te były swojego rodzaju karykaturami współczesnego mu życia i nie cieszyły się powodzeniem. Adaptował także na potrzeby teatru kabuki utwory pisarzy zachodnich.  